# Kluyveromyces
Kluyveromyces Van der Walt, Antonie van Leeuwenhoek Ned. Tijdschr. Hyg. 22: 271 (1956).
Kluyveromyces Van der Walt, 1956 è  un genere di lievito della famiglia Saccharomycetaceae.
La specie tipo del genere è il K. marxianus, forma teleomorfa delle specie di Candida.

## Usi
Le specie del genere Kluyveromyces sono usate in enologia come lievito starter per le fermentazioni scalari, in cui si inoculano grandi quantità di questo lievito (1 milione cellule/ml) in modo che prenda il sopravvento sui lieviti della fermentazione spontanea come Kloeckera, Metschnikowia e altri. Ha una bassa produzione di alcol e altrettanto bassa produzione di acido acetico.